# Новинки (Клепиковский район)
Новинки — деревня в Клепиковском районе Рязанской области. Входит в состав Ненашкинского сельского поселения.

## География
Находится в северной части Рязанской области на расстоянии приблизительно 2 км на север по прямой от районного центра города Спас-Клепики.

## История
В 1859 году здесь (тогда деревня Рязанского уезда Рязанской губернии) был учтен 21 двор, в 1897 — 21.

## Население
Численность населения: 140 человек (1859 год), 185 (1897), 4 в 2002 году (русские 100 %), 4 в 2010.